# Procladius anomalus
Procladius anomalus är en tvåvingeart som beskrevs av Jean-Jacques Kieffer 1906. Procladius anomalus ingår i släktet Procladius och familjen fjädermyggor.
Artens utbredningsområde är Frankrike. Inga underarter finns listade i Catalogue of Life.